# Австрийская епархия
Австри́йская епа́рхия (до 2024 года — Австри́йско-Швейца́рская епа́рхия серб. Епархија аустријско-швајцарска, нем. Diözese Österreich-Schweiz-Italien) — епархия Сербской православной церкви в Австрии. Центром епархии являлся город Вена.
Решением Архиерейского Собора Сербской православной Церкви, состоявшимся 23 мая 2024 года, епархия была разделена на две новые епархии: Австрийскую и Швейцарскую.

## История
Первые сведения о сербах, живущих в Вене, относятся к 1670 году. Тем не менее, епархия с центром в Вене появилась только в XXI веке.
В ноябре 2010 года Священный Архиерейский Собор принял решение учредить на территории Австрии и Швейцарии новую епархию.
Епархия была сформирована 26 мая 2011 года по решению Архиерейского Собора СПЦ. Территория Австрии и Швейцарии и Лихтенштейна были выделены из Среднеевропейской епархии, а территория Италии из Загребско-Люблянской митрополии. Администратором епархии был назначен епископ Бачский Ириней (Булович).
В мае 2013 года решением Священного Архиерейского собора единственный сербский приход на Мальте, ранее бывший в подчинении Британско-Скандинавской епархии, передан в ведение Австрийско-Швейцарской епархии.
В марте 2014 году в Вене, где численность сербов составляет ~100 тыс. человек, епархии передан католический собор Нойлерхенфельд.
На июнь 2023 года епархия ещё не имеет государственной регистрации в Австрии.

## Епископы
- Ириней (Булович) (26 мая 2011 — 23 мая 2014) в/у, еп. Бачский
- Андрей (Чилерджич) (с 23 мая 2014)

## Архиерейские наместничества
Епархия разделена на 2 архиерейские наместничества (благочиния):
- Северо-Восточной Австрии
- Юго-Западной Австрии